# Songieu
Songieu est une ancienne commune française, située dans le département de l'Ain en région Auvergne-Rhône-Alpes intégrée au Haut-Valromey avec Hotonnes, Le Grand-Abergement et Le Petit-Abergement.
Les habitants de Songieu s'appellent les Songiolans.

## Géographie
La localité est située au cœur du Valromey et compte les hameaux de Bassieux et Sothonod.

## Histoire
Songieu a été autrefois la capitale du Valromey[réf. souhaitée].
Le 1er janvier 2016, Songieu fusionne avec Le Grand-Abergement, Hotonnes et Le Petit-Abergement pour former la commune nouvelle de Haut Valromey dont la création est actée par un arrêté préfectoral du 29 septembre 2015.

## Politique et administration

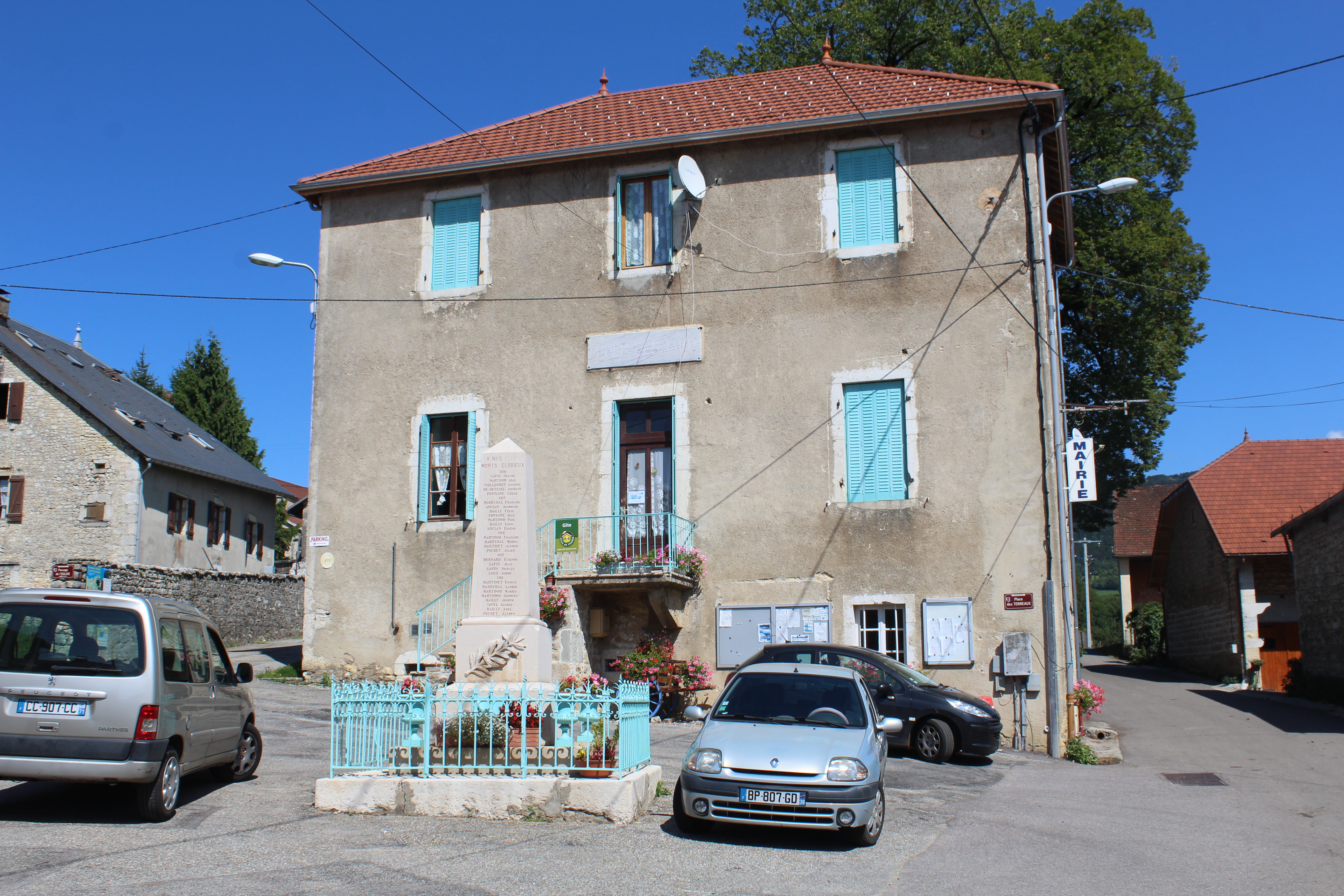
Mairie.

### Administration municipale
| Période | Période | Identité       | Étiquette | Qualité               |
| ------- | ------- | -------------- | --------- | --------------------- |
| 1995    | 2001    | Henri Martinod |           |                       |
| 2001    | 2016    | Bernard Ancian |           | Réélu en 2008 et 2014 |

| Période | Période  | Identité          | Étiquette | Qualité |
| ------- | -------- | ----------------- | --------- | ------- |
| 2016    | 2020     | Bernard Ancian    |           |         |
| 2020    | En cours | Coralie Chapeland |           |         |

### Intercommunalité
La commune fait partie du syndicat mixte du bassin versant du Séran.

## Démographie
L'évolution du nombre d'habitants est connue à travers les recensements de la population effectués dans la commune depuis 1793. Pour les communes de moins de 10 000 habitants, une enquête de recensement portant sur toute la population est réalisée tous les cinq ans, les populations de référence des années intermédiaires étant quant à elles estimées par interpolation ou extrapolation. Pour la commune, le premier recensement exhaustif entrant dans le cadre du nouveau dispositif a été réalisé en 2005.
En 2018, la commune comptait 123 habitants, en évolution de −4,65 % par rapport à 2012 (Ain : +5,15 %, France hors Mayotte : +2,11 %).
| 1793 | 1800 | 1806 | 1821 | 1831 | 1836 | 1841 | 1846 | 1851 |
| ---- | ---- | ---- | ---- | ---- | ---- | ---- | ---- | ---- |
| 539  | 597  | 923  | 523  | 586  | 550  | 652  | 637  | 629  |

| 1856 | 1861 | 1866 | 1872 | 1876 | 1881 | 1886 | 1891 | 1896 |
| ---- | ---- | ---- | ---- | ---- | ---- | ---- | ---- | ---- |
| 636  | 665  | 633  | 612  | 615  | 594  | 632  | 548  | 565  |

| 1901 | 1906 | 1911 | 1921 | 1926 | 1931 | 1936 | 1946 | 1954 |
| ---- | ---- | ---- | ---- | ---- | ---- | ---- | ---- | ---- |
| 522  | 479  | 409  | 365  | 348  | 312  | 255  | 246  | 218  |

| 1962 | 1968 | 1975 | 1982 | 1990 | 1999 | 2005 | 2006 | 2010 |
| ---- | ---- | ---- | ---- | ---- | ---- | ---- | ---- | ---- |
| 174  | 165  | 142  | 126  | 101  | 125  | 120  | 118  | 130  |

| 2015 | 2018 | - | - | - | - | - | - | - |
| ---- | ---- | - | - | - | - | - | - | - |
| 128  | 123  | - | - | - | - | - | - | - |

## Culture et patrimoine

### Lieux et monuments

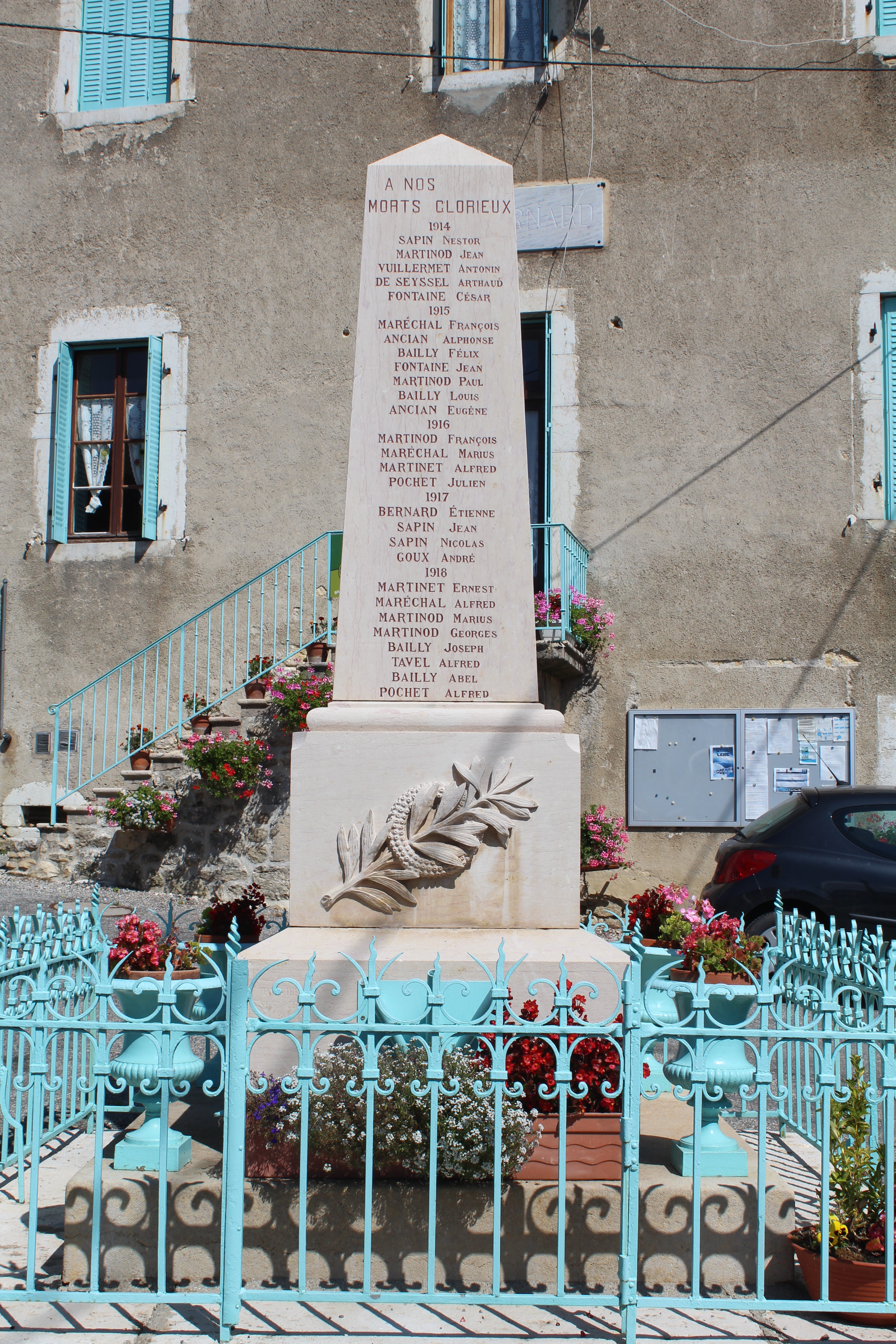
Monument aux morts.

- Dans le cimetière qui entoure l'église, se dresse le tilleul planté en 1601 à l'occasion du rattachement du Valromey au royaume de France.
- Ruines du château de Châteauneuf-en-Valromey. Les vestiges sont situés sur un promontoire à l'ouest du bourg. Elles se présentent sous la forme d'une enceinte quadrangulaire d'environ 30 à 32 m de côté avec un donjon carré de 8,30 m de côté.

En 1285, Amédée de Savoie cède Châteauneuf, qu'il avait acquis du sire de Beaujeu, à Louis de Savoie, baron de Vaud. Le château est ruiné vers 1600 par les troupes du roi Henri IV.
- Château de Sothonod à l'est du bourg. Le château aurait été fondé au XIVe siècle[7] ?
- Lac des Alliettes

### Personnalités liées à la commune
- Aimé Favre (1722-1810), prêtre catholique, député du clergé du Bugey et du Valromey aux États généraux de 1789.
- Le baron Jean-Pierre Baillod (1771 - 1853), général des armées de la République et de l'Empire, né à Songieu, décédé à Saint-Germain-de-Tournebut (Manche).
- Pauline Lafont
- Marcelle Lafont
- André Clayeux